# Jüdischer Friedhof Wertheim

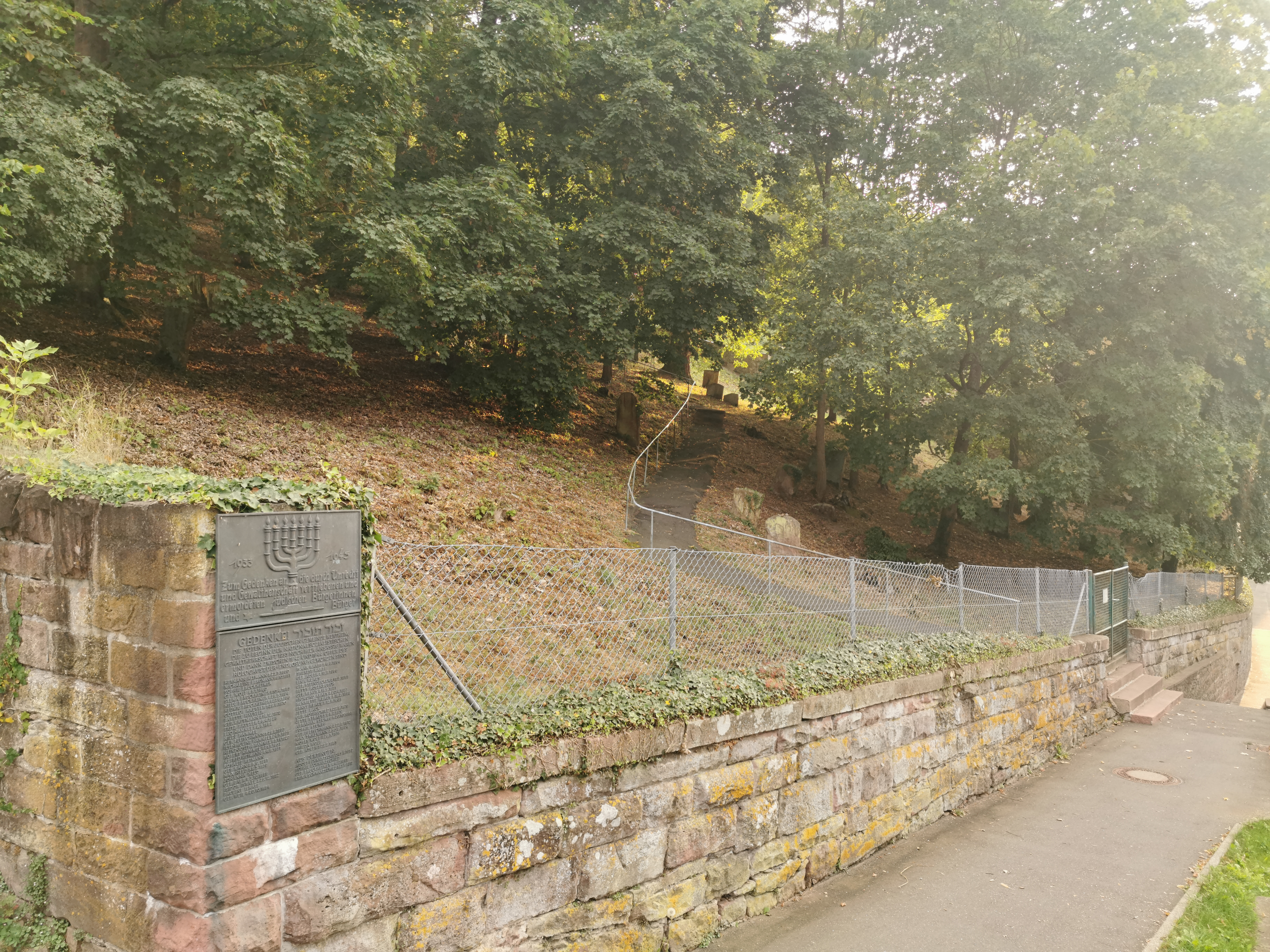
Jüdischer Friedhof in Wertheim

Der Jüdische Friedhof Wertheim ist ein jüdischer Friedhof in Wertheim, einer Stadt im Main-Tauber-Kreis im nördlichen Baden-Württemberg. Der jüdische Friedhof ist ein Kulturdenkmal der Stadt Wertheim.

## Geschichte
Der Friedhof der jüdischen Gemeinde Wertheim wurde bereits im Mittelalter angelegt, wie der älteste erhaltene Grabstein von 1406 bezeugt. Der Friedhof liegt am Schlossberg gegenüber der Mainbrücke und hat eine  Fläche von 73,44 Ar. Heute sind noch 498 Grabsteine vorhanden. Die letzte Bestattung fand 1938 statt.
Dieser Friedhof ist der älteste erhaltene und bis ins 20. Jahrhundert genutzte jüdische Friedhof in Baden-Württemberg.
Im Jahr 1985 wurden vom Zentralarchiv zur Erforschung der Geschichte der Juden in Deutschland Fotos von allen Grabsteinen aufgenommen. Unter Verwendung dieser Fotos wurde 1998 eine Grunddokumentation des jüdischen Friedhofs im Auftrag der Stadt Wertheim und in Zusammenarbeit mit dem Landesamt für Denkmalpflege Baden-Württemberg erstellt.